# (9165) Raup
(9165) Raup est un astéroïde de la ceinture principale, de la famille de Hungaria.

## Description
(9165) Raup est un astéroïde de la ceinture principale, de la famille de Hungaria. Il présente une orbite caractérisée par un demi-grand axe de 1,99 UA, une excentricité de 0,10 et une inclinaison de 24,6° par rapport à l'écliptique. Il a été nommé en l'honneur du paléontologue américain David M. Raup

## Compléments